# Maria Geroe-Tobler
Maria Geroe-Tobler (* 12. Dezember 1895 in St. Gallen; † 26. Januar 1963 in Herisau) war eine Schweizer Textilkünstlerin und Malerin.

## Leben und Werk
Maria Tobler, auch Mareili genannt, war das dritte Kind von Arnold Tobler und der Maria Cäcilia, geborene Wirth. Zeitlebens hatte Maria eine enge Beziehung zu ihrer um sieben Jahre älteren Schwester Bertha, die 1911 Emil Bächler heiratete.
Maria besuchte vier Jahre lang die Realschule am Talhof in St. Gallen und wurde im Zeichnen vom Genre- und Porträtmaler Friedrich von Martini (1866–1926) unterrichtet. Dieser war der Sohn des Friedrich von Martini. Über ihren Schwager Emil Bächler lernte sie ihr frühes künstlerisches Vorbild Martha Cunz kennen.
Nach einem Welschlandjahr besuchte sie ab 1913 während fünf Semestern die Kunstgewerbeschule St. Gallen. Dort war ihr wichtigster Lehrer August Wanner. Im Winter erfolgten erste Stickversuche nach eigenen Entwürfen. 1916 lernte sie ihre grosse Liebe und späteren Ehemann kennen, den aus Hlohovec stammenden Schriftsteller und Chemiker Marcel Geroe (1899–1975). Fasziniert von Geroes Texten, begann sie Märchen zu schreiben und illustrierte diese. 1920 heiratete das Paar, das nach der Heirat in Zürich lebte. 1923 promovierte Marcel Geroe an der Universität Zürich mit der Dissertation Beitrag zur Verwendung des Rhodanins zu organischen Synthesen.
1917 erstellte Maria Geroe-Tobler Kopien von koptischen Geweben aus der Sammlung von Leopold Iklé (1838–1922) im heutigen Textilmuseum St. Gallen. Von 1918 bis 1920 studierte sie an der Kunstgewerbeschule München und wurde u. a. von Robert Engels unterrichtet. Zudem besuchte sie an der Universität München kunstgeschichtliche Vorlesungen bei Heinrich Wölfflin. In München lernte sie u. a. Gunta Stölzl, die Künstlerin Klara Fehrlin sowie die spätere Handweberin Edith Naegeli kennen. Diese gründete 1923 in Zürich die erste Handweberei in der Schweiz.
Wieder in Zürich entstanden ab 1923 erste Entwürfe für grosse Wandteppiche. 1924 unternahm das Ehepaar Geroe-Tobler eine Reise nach Südamerika, wo Marcels Vater Ludovico Geroe in Naschel eine Farm besass. Unterwegs lernten sie Friedrich Wilhelm Murnau kennen. Er erwarb von Geroe den erst als Entwurf vorhandenen Liebespaar I-Teppich. 
Wieder in Zürich erlernte Marie Geroe-Tobler bei Edith Naegeli die schwedische Handweberei, die sich durch einfache Form- und Farbgebung auszeichnet. In dieser Zeit entstand ihr erster gewobener Bildteppich, der Paradies I-Teppich, den Friedrich Wilhelm Murnau erwarb.
1925 siedelte das Ehepaar nach Montagnola über, wo es die «Casa Lombarda» bezog. Marcel Geroe wandte sich in dieser Zeit von seinem Beruf als Chemiker ab und arbeitete als freischaffender Schriftsteller. Maria Geroe-Tobler wurde zudem in den Schweizerischen Werkbund (SWB) aufgenommen. Im Frühjahr 1926 zog das Ehepaar in das «Haus Roccolo». Das Haus befindet sich direkt hinter der Casa Camuzzi, wo vorübergehend auch Hermann Hesse wohnte. Maria Gereo-Tobler blieb zeitlebens mit Hesse und vor allem mit dessen späterer Frau Ninon Dolbin befreundet. 1930 erwarb Hesse von Geroe-Tobler den im Kunstgewerbemuseum Zürich ausgestellten Bildteppich Liebespaar II.
1927/1928 bildete sie sich an der Gobelinmanufaktur in Paris weiter und wohnte in dieser Zeit bei der schwedischen Malerin Signe Madelaine Pettersson (1895–1982). Sie war die Ehefrau von Amédé Barth. Zudem nahm Maria Geroe-Tobler an der «Europäischen Kunstgewerbe»-Ausstellung in Leipzig und 1928 an der Schweizerischen Ausstellung für Frauenarbeit (SAFFA) teil.
Auf Anraten ihres Mannes und motiviert durch die Erfolge in Leipzig und an der SAFFA bewarb sie sich um einen Studienplatz am Bauhaus in Dessau, wo sie für das Winterhalbjahr 1928/1929 in den Vorkurs aufgenommen wurde. Dort belegte sie mehrheitlich Kurse bei Gunta Stölzl. Weitere Kurse belegte sie bei Anni Albers, Wassily Kandinsky, Paul Klee und Oskar Schlemmer. In diesen Monaten lebte ihr Ehemann in Berlin, wo er Theaterstücke schrieb sowie Verleger und Intendanten für diese suchte.
In den Sommermonaten lebte und arbeitete das Ehepaar in Montagnola. Es pflegte engen Kontakt zu Hermann Hesse, Ninon und deren gemeinsamen Bekanntenkreis. Im Winterhalbjahr 1929/1930 hielt sich Geroe-Tobler nochmals an der Gobelinmanufaktur in Paris auf. 1931 nahm sie an der nationalen Ausstellung für freie und angewandte Kunst in Genf teil.
Als Marcel Geroe im August 1931 als Dramaturg nach Leipzig an das Städtische Theater berufen wurde, begleitete sie ihn. Nach der Machtergreifung durch die NSDAP durften Geroes Werke in Deutschland nicht mehr aufgeführt werden. In der Folge kehrte das Ehepaar 1933 nach Montagnola zurück, wo es kurze Zeit später Gunter Böhmer kennenlernte und Flüchtlinge aus Deutschland bei sich zu Hause aufnahm. Im gleichen Jahr erschien ein Artikel von Emmy Bahl-Hennings in der Zeitschrift Das ideale Heim zu den Arbeiten von Geroe-Tobler. Im Lauf der Jahre entstand zwischen ihnen eine tiefe Freundschaft. Böhmer porträtierte Geroe-Tobler verschiedentlich. Sie schuf etwa im Dezember 1934 ein Halbfigurenbild der Künstlerin vor dem eben fertiggestellten Teppich Frauen mit Pferden.
Marcel Geroe versuchte vergebens Verleger für seine dramatischen Werke zu finden. Die fehlenden Perspektiven, die Arbeitslosigkeit und die finanzielle Abhängigkeit gegenüber seiner Frau setzten ihm zu. In der Folge liess sich das Ehepaar auf seinen Wunsch hin 1935 scheiden. Da sie ihre künstlerische Karriere auf den Allianznamen Geroe-Tobler aufbaute, konnte sie ihn mit Einwilligung Marcel Geroes und des Regierungsrats von St. Gallen beibehalten. Geroe-Tobler verbrachte anschliessend ihre Freizeit zusammen mit Hermann und Ninon Hesse, bei denen oft auch Böhmer zu Besuch war. Geroe-Tobler und Böhmer besprachen ihre Arbeiten intensiv miteinander. Daraus entwickelte sich eine jahrelange enge Freundschaft zwischen den beiden.
1935 erhielt sie von der Eidgenossenschaft einen Anerkennungspreis von 700 Schweizer Franken und wurde im gleichen Jahr Mitglied in der Schweizerischen Gesellschaft Bildender Künstlerinnen.
1936 bezog sie zusammen mit ihrer Mitarbeiterin und Freundin Marta Holmboe-Streiff (1897–1970) in Montagnola ein grösseres Haus. 1937 nahm Geroe-Tobler mit dem Bildteppich Flucht nach Ägypten an der Weltfachausstellung in Paris teil. Ein privater Sammler erwarb den Teppich. Zusätzlich bestellte der Bund bei ihr einen Teppich. Aus dem von ihr gewählten Thema entstand der Tessiner Grotto-Teppich.
1939 war Geroe-Tobler mit den Bildteppichen Die Weber, Der Alchimist, Das Salz der Erde und Der Zeugdrucker an der Schweizerischen Landesausstellung vertreten. Die vier Bildteppiche schuf sie im Auftrag und mit erstmals vorgegebenen Themen für die vier chemischen Werke in Basel. 1943 schuf sie den Bildteppich Kornernte.
1944 lernte sie Hans Purrmann kennen und im Lauf der Zeit lieben. Durch ihn lernte sie zahlreiche Kunstschaffende kennen. Geroe-Tobler hatte vom 14. April bis 6. Mai 1945 ihre erste grosse Einzelausstellung Bildteppiche von Maria Geroe-Tobler im Kunstmuseum Basel. Bei dieser Gelegenheit wurde sie von Georg Schmidt als eine der wichtigsten Vertreterinnen der zeitgenössischen Textilkunst bezeichnet. Bis zu diesem Zeitpunkt hatte Geroe-Tobler 38 Wandteppichegeschaffen.
Ab 1946 wollten immer mehr Frauen von Geroe-Tobler unterrichtet werden und bei ihr wohnen. Sie fühlte sich jedoch dadurch überfordert und eingeengt. Im gleichen Jahr heiratete ihre Nichte, Textilkünstlerin und Gobelinweberin Ursula Bächler (1920–1995), Gunter Böhmer. Sie half Geroe-Tobler bei Grossaufträgen.
Im Sommer 1947 erwarb Geroe-Tobler mit Hilfe von Purrmann das Haus, in dem sie seit Jahren wohnte. Bald darauf erkrankte sie an einem schweren Nierenleiden und im Dezember des gleichen Jahres erlitt sie einen Schlaganfall. Nach einem Spitalaufenthalt erholte sie sich im Haus von Ninon und Hermann Hesse.
1949/1950 unternahm Geroe-Tobler mit Hans Purrmann verschiedene Reisen in den Süden von Frankreich und Italien. In den folgenden Jahren wurde sie in ihrer künstlerischen Tätigkeit von Schülerinnen und von Ursula Böhmer-Bächler unterstützt. In den 1950er-Jahren schuf sie viele Bildteppiche. So u. a. zusammen mit Ursula Böhmer-Bächler den Odysseus II, den grössten je von ihr gewirkten Teppich (150 cm : 402 cm). Dieser wurde vem Zürcher Architekt und Stadtplaner Conrad Domingo Furrer (1903–1986) in Auftrag gegeben. Gesamthaft entstanden drei Odysseus-Teppiche.
Wie schon in ihrem Frühwerk nahmen in ihrem Spätwerk religiöse Themen, besonders die Schöpfungsgeschichte und Adam und Eva als Liebespaar, einen breiten Platz ein. Als bedeutende Textilkünstlerin fand Geroe-Tobler auch internationale Anerkennung. Ihr Hauptwerk umfasst neben Zeichnungen etwa 70 figurative poetisch-märchenhafte Wirkteppiche in fantasievoller Form- und Farbensprache. Diese erinnern teilweise an Bildfriese koptischer oder skandinavischer Textilkunst.
1959 hielt sich Geroe-Tobler für ein paar Monate zur Erholung in einem Pflegeheim in Speicher auf. Für ihre Ortsbürgergemeinde St. Gallen schuf sie mit Hilfe einer Schülerin 1960/1961 ihren letzten Teppich mit dem Titel Der heilige Gallus. Im Frühjahr 1961 hielt sie sich zur Pflege in einem Altersheim in Orselina auf und musste schweren Herzens ihr Haus in Montagnola aufgeben. Im Herbst des gleichen Jahres kehrte Maria Geroe-Tobler in die Ostschweiz zurück, wo sie am 26. Januar 1963 in Herisau verstarb. Die Beisetzung der Urne fand auf dem Friedhof in Sant’Abbondio statt.
Das Kunstmuseum St. Gallen eröffnete einen Tag vor Purrmanns Tod am 16. April 1966 die Gedächtnisausstellung Maria Geroe-Tobler 1895–1963.

## Katalog
- Maria Geroe-Tobler, 1895–1963. Gedächtnisausstellung, Kunstmuseum St. Gallen. 16. April–30. Mai 1966.